# سعيد جولييف
سعيد جولييف (بالأذرية: Səid Quliyev)‏ هو لاعب تايكوندو أذربيجاني، ولد في 19 يوليو 1997.

## روابط خارجية
- سعيد جولييف على موقع TaekwondoData.com (الإنجليزية)
- سعيد جولييف على موقع أوليمبيديا (الإنجليزية)